# Dark Necessities
Dark Necessities е сингъл на американската рок група Ред Хот Чили Пепърс. Това е първият издаден сингъл от албума The Getaway, като излиза преди появата на самия албум. Песента е издадена на 5 май 2016, като е обявена три дни по-рано в Twitter.
Това е първият сингъл на групата след Brendan's Death Song от 2012 година.
Песента е изпълнена за пръв път на живо на 22 май 2016 година на фестивала Rock on the Range в Кълъмбъс, САЩ.

## Изпълнители
- Майкъл Балзари – бас китара
- Антъни Кийдис – вокали
- Джош Клингхофър – китара, беквокали
- Чад Смит – барабани